# Extra 300
El Extra Flugzeugbau EA-300 es un avión acrobático diseñado en 1987 por Walter Extra, un piloto acrobático alemán, como una mejora del Extra 230.

## Diseño y desarrollo
El diseño de la Extra 300 se basa en el Extra 230, un monoplano de principios de 1980 con alas de madera. El Extra 300 tiene un fuselaje de tubos de metal soldados cubiertos de fibra de vidrio y tela. El larguero principal del ala está hecho de un compuesto de fibra de carbono así como la superficie de la misma. Un perfil alar simétrico, con un ángulo de incidencia cero y diedro cero, provee un vuelo uniforme tanto en posición normal como invertida. El tren de aterrizaje es fijo encapsulado para mejorar la aerodinámica utilizando materiales compuestos recubiertos con fibra de vidrio. El motor es un Lycoming AEIO-540 de cilindros opuestos e inyección de combustible, con 224 kW de potencia.
El Extra 300 destaca por tener un desempeñó en acrobacias, de ± 10 g con una persona a bordo y ± 8 g con dos tripulantes. La simetría en el diseño ha permitido obtener factores de carga similares en ambos sentidos (G positiva y negativa). La utilización de materiales compuestos, permite una combinación de alta resistencia y bajo peso respecto a otros materiales como madera y tela.

## Variantes
- Extra 300: Versión original de la aeronave, con dos asientos.
- Extra 300S: Variante de un asiento, con una envergadura 50 cm menor y alerones más largos.
- Extra 330SX: Corresponde a una variante con una sección de cola modificada en la cual el timón tiene una cuerda más ancha y los elevadores son más grandes; el motor empleado es más potente (Lycoming AEIO-580), de 246 kW. Algunos 300S se vendieron con la cola modificada de esta versión. El SX posteriormente fue reemplazado por el 330SC.
- Extra 300SP: La versión de alto desempeñó del monoplaza 300S, en el cual se contaba con un peso reducido y la sección de cola del 330SX. Esta variante fue descontinuada y reemplazada por el 330SC.
- Extra 300SHP: Versión no certificada del 300SP, que cuenta con el motor Lycoming AEIO-580.
- Extra 300SR: Versión monoplaza modificada con un ala de alta sustentación, diseñada especialmente para la Red Bull Air World Race Series.
- Extra 300L: Versión biplaza con un fuselaje similar al EA 300S, introducida en 1993 equipada con motor Lycoming AEIO-540 y el ala montada en la sección baja del fuselaje. Esta es la variante más producida del EA 300, y cuenta con certificación para uso normal y acrobático (T.C.D.S. EASA.A.362).[1]
- Extra 300LP: Versión de peso reducido para uso en Show Aéreos y Competencias.
- Extra 330SC: Variante monoplaza con motor Lycoming AEIO-580, con una tasa de roll y detención de este mejorados, diseñado para categoría de competición ilimitada. Actualmente es la única versión monoplaza del EA 300 que se ofrece.
- Extra 330LX: Variante biplaza con motor Lycoming AEIO-580.
- Extra 330LT: Variante biplaza con motor Lycoming AEIO-580 adaptada para turismo, cuenta con panel de instrumentos electrónicos (pantallas multifunción) y una tasa de roll reducida en comparación a la versión EA 330LX.

## Operadores
- Patty Wagstaff destacada piloto femenina de acrobacias.
- Este avión es uno de los tres modelos usados en la Red Bull Air Race.
- Esta aeronave ha sido escogida en dos modelos (EA 300 y EA 300L) por los Halcones, grupo acrobático de la Fuerza Aérea de Chile.
- El Extra 300 es usado en la Copa Triangular de Vuelo Acrobático.

## Accidentes
En la Escuadrilla Acrobática Halcones, se tiene registro de tres accidentes con esta aeronave, dos de ellos con consecuencias fatales.
El 11 de marzo de 2007, se accidentaba en un show aéreo en Argentina el piloto acrobático Julio César Benvenuto con consecuencias fatales
El 8 de junio de 2024 accidente fatal en Paraná Entre Ríos,  Argentina, dicha aeronave pilotada por Cristian Greca de 54 años durante entrenamientos acrobáticos.

## Especificaciones (EA 300L)
Referencia datos: Manual Extra 300L

### Características generales
- Tripulación: 1
- Capacidad: 1
- Longitud: 7 m (22,8 ft)
- Envergadura: 8 m (26,2 ft)
- Altura: 2,6 m (8,6 ft)
- Superficie alar: 10,7 m² (115,2 ft²)
- Perfil alar: MA 15 S (Raíz), MA 12 S (Punta).
- Peso vacío: 682 kg (1503,1 lb)
- Peso útil: 270 kg (595,1 lb)
- Peso máximo al despegue: 952 kg (2098,2 lb)
- Planta motriz: 1× motor bóxer Lycoming AEIO-540L1B5.
  - Potencia: 224 kW (300 HP; 304 CV)
- Hélices: 1× Hélice tripala MT MTV-9-B-C/C200-15 de velocidad constante por motor.
- Diámetro de la hélice: 2 m

### Rendimiento
- Velocidad nunca excedida (Vne): 407 km/h (253 MPH; 220 kt)
- Velocidad máxima operativa (Vno): 293 km/h (182 MPH; 158 kt)
- Velocidad crucero (Vc): 259 km/h (161 MPH; 140 kt)
- Velocidad de entrada en pérdida (Vs): 111 km/h (69 MPH; 60 kt)
- Alcance: 891 km (481 nmi; 554 mi) a 610 m y 2200 rpm
- Carga alar: 88,8 kg/m² (18,2 lb/ft²)
- Potencia/peso: 4,25 kg/kW (3,17 kg/hp)

### Aviónica
- Sistema de humo para acrobacias.
- Filser Trasponder.
- Garmin GTX Trasponder
- Bendix/King Trasponder
- Becker ATC Trasponder

## Aviones comparables
- Zivko Edge 540
- Sukhoi Su-26/29
- Cap 232
- MX2

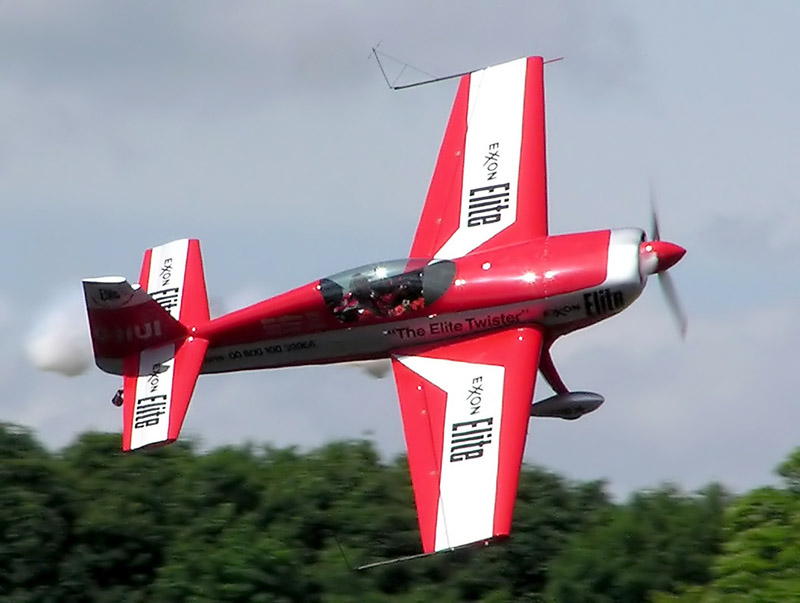
Extra 300S racing.
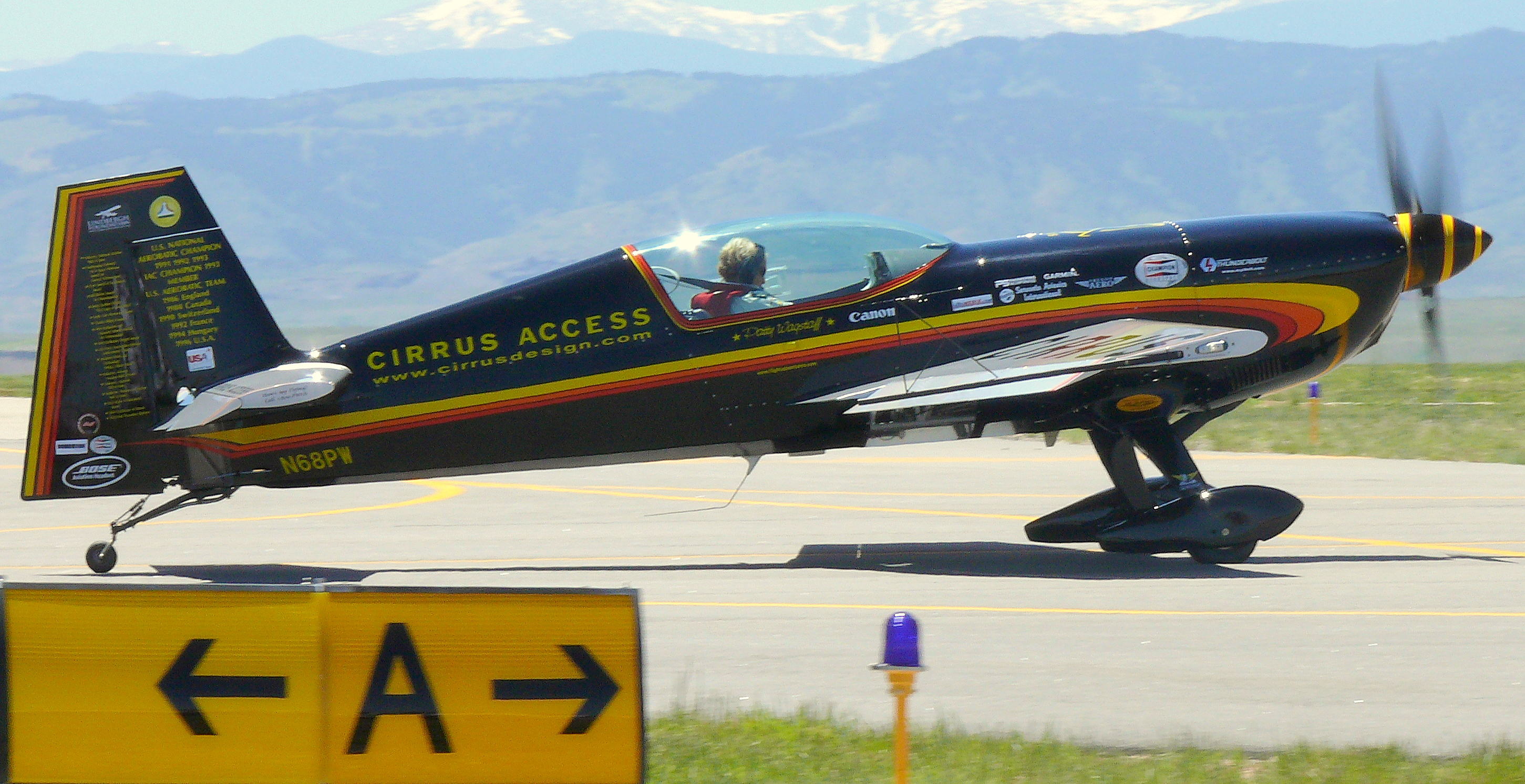
Extra 300S de Patty Wagstaff.
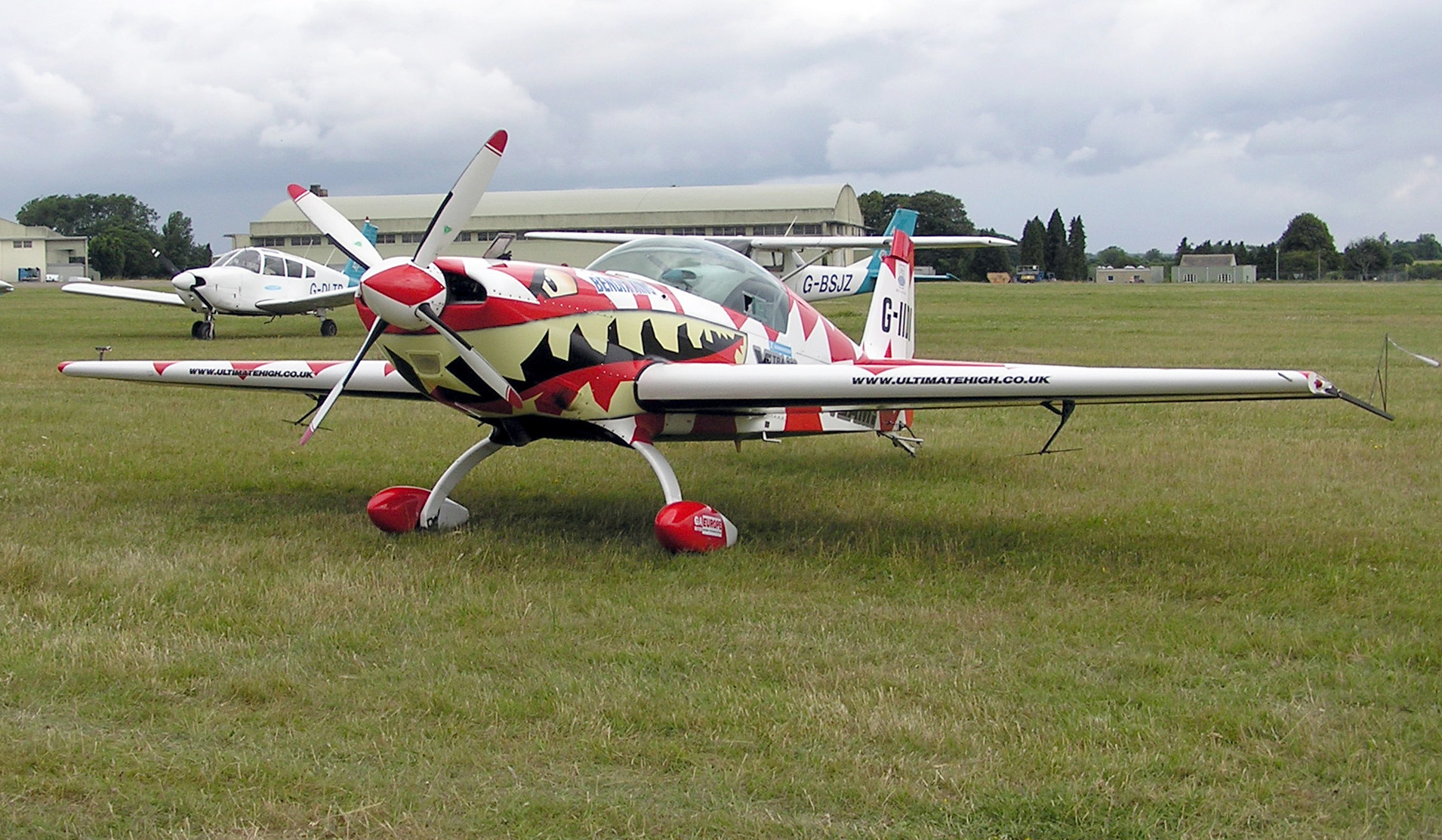
Extra 300L.
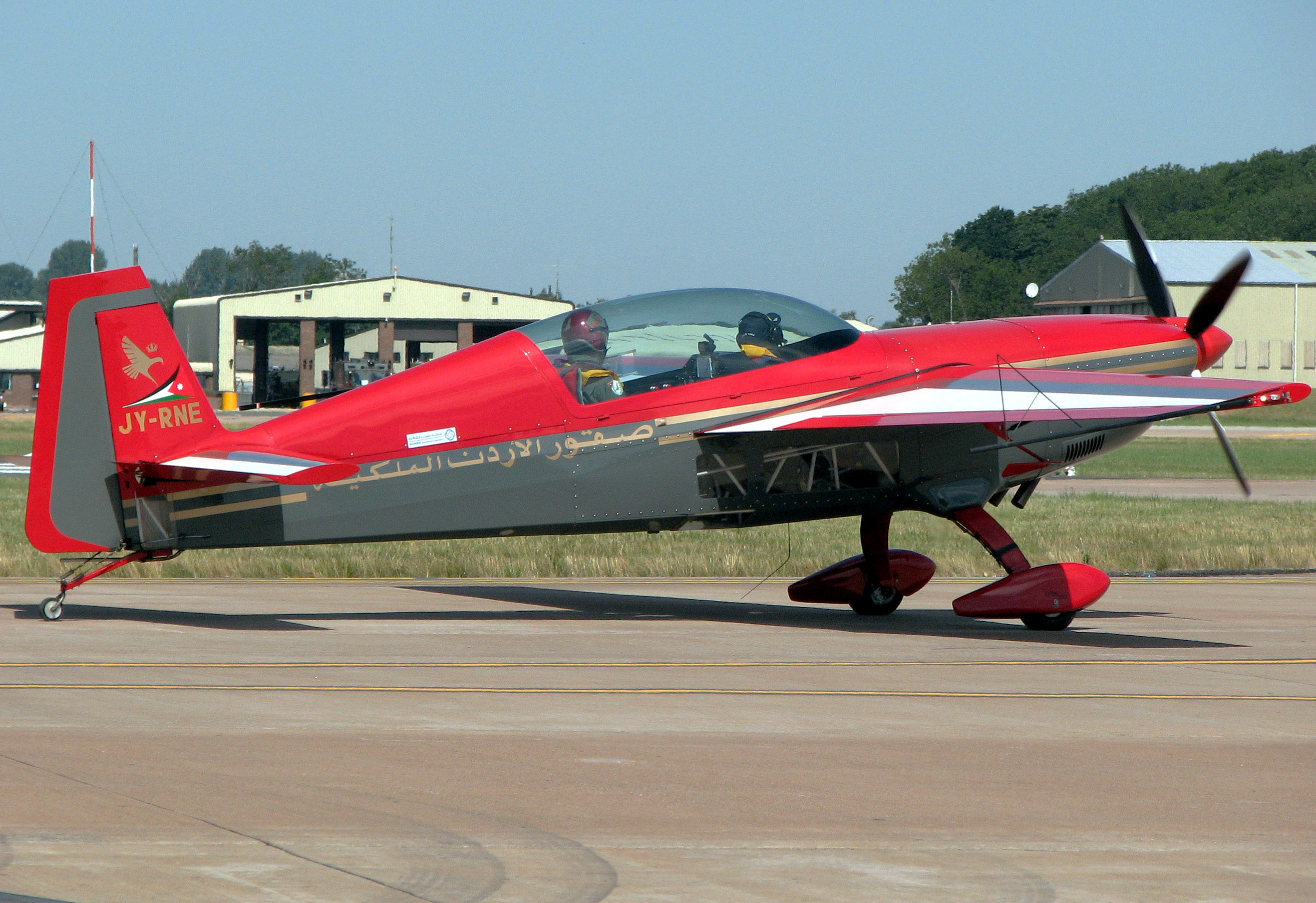
Extra 300 de los Halcones Reales de Jordania.
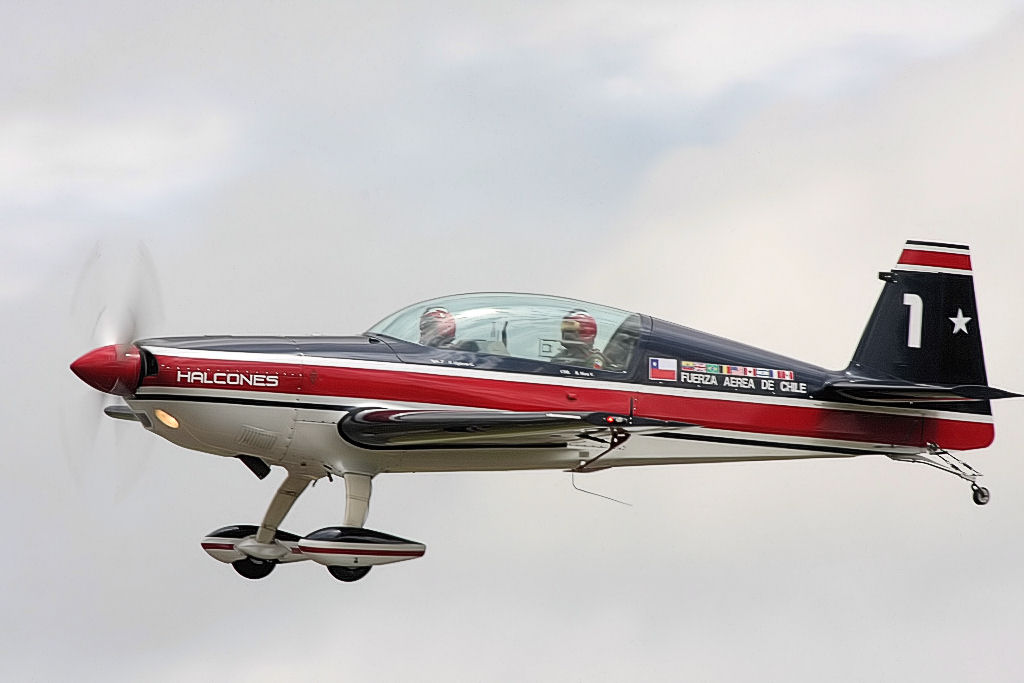
Extra 300L de los Halcones de la Fuerza Aérea de Chile.